# Моруков, Борис Владимирович
Бори́с Влади́мирович Моруко́в (1 октября 1950, Москва — 1 января 2015, там же) — российский врач, учёный, космонавт, заместитель директора Государственного научного центра РФ — Института медико-биологических проблем РАН (ГНЦ РФ — ИМБП РАН). Член-корреспондент РАН, член-корреспондент РАМН. В сентябре 2000 года, в качестве специалиста полёта корабля «Атлантис», принимал участие в 11-дневной космической миссии STS-106.

## Биография
В 1967 году окончил среднюю школу в Москве. В 1973 году получил диплом 2-го Московского медицинского института имени Н. И. Пирогова (ныне РНИМУ имени Н. И. Пирогова) по специальности «лечебное дело». C 1978 по 1984 год — научный сотрудник Института медико-биологических проблем РАН (ИМБП). В 1979 году получил степень кандидата медицинских наук за диссертацию «Роль почек в регуляции обмена кальция при воздействии факторов космического полета и в наземных модельных экспериментах». С 1984 по 1988 год — старший научный сотрудник ИМБП.
25 января 1989 года решением Межведомственной комиссии утверждён кандидатом в космонавты-исследователи. С 1989 по 1994 год совмещал должности космонавта-исследователя и заведующего лабораторией метаболизма и иммунитета ИМБП. С 1995 по 1998 год — космонавт-исследователь, заведующий отделом физиологии гомеостатических регуляций ИМБП.
Чтобы стать бортовым врачом, Моруков в период с 1989 по 1991 год специально изучал кардиологию, гастроэнтерологию, отоларингологию, стоматологию, офтальмологию, а также пневмокардиальную реанимацию. В 1995 году прошёл углублённый курс оказания первой медицинской помощи. В 1996 году Моруков также глубоко изучал эндокринологию и гематологию.
С октября 1990 до февраля 1992 года проходил обучение в Центре подготовки космонавтов имени Ю. А. Гагарина в качестве космонавта-исследователя.
В 1999 году прошёл курс подготовки к полёту на шаттлах в Космическом центре Кеннеди. В том же году получил степень доктора медицинских наук по специальности «космическая, авиационная и морская медицина» (диссертация «Регуляция минерального обмена в условиях длительной гипокинезии и космического полета»).
С 8 по 20 сентября 2000 года совершил полёт на шаттле Атлантис, STS-106 (ISS-2A.2b). В ходе этого полёта экипаж «Атлантиса» подготовил МКС к работе первого постоянного долговременного экипажа. Было перенесено более 3 тонн грузов из шаттла и корабля «Прогресс М1-3» на станцию, совершено два выхода в открытый космос.
Экипаж:
- Терренс Уилкатт (4-й космический полёт), командир экипажа
- Скотт Олтман (2), пилот
- Дэниел Бёрбэнк (1), специалист полёта
- Эдвард Лу (2), специалист полёта
- Ричард Мастраккио (1), специалист полёта
- Юрий Маленченко (2), специалист полёта
- Борис Моруков (1), специалист полёта

Статистика
| № | Стартовый корабль | Старт, UTC        | Экспедиция       | Корабль посадки  | Посадка, UTC      | Налёт                      | Выходы в открытый космос | Время в открытом космосе |
| - | ----------------- | ----------------- | ---------------- | ---------------- | ----------------- | -------------------------- | ------------------------ | ------------------------ |
| 1 | Атлантис STS-106  | 08.09.2000, 12:45 | Атлантис STS-106 | Атлантис STS-106 | 20.09.2000, 07:56 | 11 суток 19 часов 10 минут | 0                        | 0                        |

С 2009 года — директор проекта «Марс-500», проводимого в ИМБП, по 500-дневному моделированию полёта экипажа на Марс. Автор более 100 научных работ и четырёх изобретений.
Борис Моруков был женат на Нине Моруковой. Имел дочь Ольгу и сына Ивана. Отец, Владимир Моруков, и мать, Лидия Хромова. Хобби: чтение, просмотр телефильмов, кулинария.
Скоропостижно скончался в ночь на 1 января 2015 года. Похоронен на Хованском кладбище.

## Награды
- Медаль ордена «За заслуги перед Отечеством» 2-й степени (09.04.1996)[8].
- Медаль «За заслуги в освоении космоса» (12.04.2011)[9].
- Медаль «За космический полёт» (НАСА) (2000).
- Лётчик-космонавт Российской Федерации (09.04.2001)[10] с объявлением Благодарности Президента Российской Федерации «за успешное осуществление международного космического полёта»[11].
- Значок «Отличнику здравоохранения» (1989).
- Благодарность Президента Российской Федерации (9 апреля 2001 года) — за успешное осуществление международного космического полёта[12].

Б. В. Моруков — единственный российский космонавт, не получивший звание Героя Российской Федерации. Вместе с тем в Указе Президента Российской Федерации о награждении его медалью «За заслуги в освоении космоса» ошибочно написано, что он является Героем Российской Федерации.